# Evermannella balbo
L'evermannella (Evermannella balbo) è un pesce abissale della famiglia Evermannellidae.

## Distribuzione e habitat
L'areale di questa specie comprende l'Oceano Atlantico ed il mar Mediterraneo; le segnalazioni negli oceani Indiano e Pacifico sono più scarse, è dubbio se questo sia dovuto ad una effettiva rarità o ad una carenza di ricerche. Nei mari italiani non è comune ma è diffuso ovunque, compreso il mar Adriatico

Pelagico, vive in acque profonde tra circa 500 e 2000 metri.

## Descrizione
Questo pesce ha corpo compresso lateralmente e privo di squame. La bocca è molto grande (supera di molto l'occhio), con mandibola sporgente; entrambe le mascelle sono dotate di denti lunghi ed acuminati che sporgono a bocca chiusa. L'occhio è telescopico, grande e di colore nero, può essere ruotato nell'orbita. La pinna dorsale è abbastanza piccola ed è seguita da una pinna adiposa, la pinna anale è molto lunga, la pinna caudale è biloba. È del tutto privo di fotofori

Molto poco si sa della colorazione dell'animale vivo, i campioni preservati sono brunastri o rosati con numerosi puntini scuri costituiti da cromatofori.

Raggiunge al massimo 20 cm di lunghezza.

## Alimentazione
Predatore molto vorace, caccia pesciolini pelagici come pesci lanterna e simili.

## Riproduzione
Avviene in estate con la deposizione di uova pelagiche ma i particolari (come quasi tutti quelli riguardanti la biologia di questa specie) possono dirsi ignoti.

## Pesca
È stato catturato con reti a strascico e palamiti ma non ha nessuna importanza alimentare.